# Paragomphus balneorum
Paragomphus balneorum är en trollsländeart som först beskrevs av James George Needham och Gyger 1937.  Paragomphus balneorum ingår i släktet Paragomphus och familjen flodtrollsländor. Inga underarter finns listade i Catalogue of Life.